# Samantha Reeves
Samantha Reeves (* 17. Januar 1979 in Redwood City) ist eine ehemalige US-amerikanische Tennisspielerin.

## Karriere
Reeves begann im Alter von acht Jahren mit dem Tennissport. Ende 1997 wurde sie bei einer Dopingkontrolle positiv auf Nandrolon getestet, doch die International Tennis Federation sah von einer Sanktion ab, weil schon die Untersuchung und Veröffentlichung des Falls Strafe genug sei.
In ihrer Profikarriere gewann sie zwei Doppeltitel auf der WTA Tour sowie zwei Einzel- und sechs Doppeltitel auf dem ITF Women’s Circuit. 2003 gelang ihr der Einzug in die dritte Runde der Wimbledon Championships; es war ihr bestes Abschneiden bei einem Grand-Slam-Turnier.
Ihr letztes Match auf der Profitour spielte sie im Mai 2006 bei einem ITF-Turnier in Charlottesville.

## Turniersiege

### Einzel
| Nr. | Datum            | Turnier       | Kategorie   | Belag     | Finalgegnerin      | Ergebnis      |
| --- | ---------------- | ------------- | ----------- | --------- | ------------------ | ------------- |
| 1.  | 3. Dezember 2001 | West Columbia | ITF $50.000 | Hartplatz | Mashona Washington | 6:1, 6:0      |
| 2.  | 19. Oktober 2003 | Sedona        | ITF $50.000 | Hartplatz | Kristina Brandi    | 7:5, 1:6, 6:4 |

### Doppel
| Nr. | Datum              | Turnier       | Kategorie    | Belag           | Partnerin             | Finalgegnerinnen                      | Ergebnis      |
| --- | ------------------ | ------------- | ------------ | --------------- | --------------------- | ------------------------------------- | ------------- |
| 1.  | 8. Juni 1997       | Little Rock   | ITF $10.000  | Hartplatz       | Amy Jensen            | Erica Adams Tina Samara               | 6:0, 6:4      |
| 2.  | 23. September 2001 | Québec        | WTA Tier III | Teppich (Halle) | Adriana Serra Zanetti | Klára Koukalová Alena Vašková         | 7:5, 4:6, 6:3 |
| 3.  | 7. Oktober 2001    | Fresno        | ITF $50.000  | Hartplatz       | Clarisa Fernández     | Ashley Harkleroad Marie-Ève Pelletier | 6:2, 4:6, 7:5 |
| 4.  | 22. September 2002 | Québec        | WTA Tier III | Teppich (Halle) | Jessica Steck         | Maria Emilia Salerni Fabiola Zuluaga  | 4:6, 6:3, 7:5 |
| 5.  | 8. Dezember 2002   | Boynton Beach | ITF $75.000  | Sand            | Katalin Marosi        | Alina Jidkova Lina Krasnoroutskaya    | 6:2, 7:65     |
| 6.  | 28. September 2003 | Albuquerque   | ITF $75.000  | Hartplatz       | Milagros Sequera      | Amanda Augustus Mélanie Marois        | 6:3, 6:2      |
| 7.  | 24. Oktober 2004   | Cary          | ITF $50.000  | Hartplatz       | Ruxandra Dragomir     | Maureen Drake Nana Miyagi             | 4:6, 6:3, 6:3 |
| 8.  | 31. Juli 2005      | Lexington     | ITF $50.000  | Hartplatz       | Vilmarie Castellvi    | Kumiko Iijima Junri Namigata          | 6:2, 6:1      |